# U 341 (Kriegsmarine)
De U 341 was een VIIC-type U-boot van de Duitse Kriegsmarine tijdens de Tweede Wereldoorlog. Hij stond onder bevel van Oberleutnant Dietrich Epp. Het is een van de negentien U-boten die tegen de konvooien ONS-18 en ON-202 ten aanval trok, en werd daarbij tot zinken gebracht.

## Ondergang
De U 341 verging ten zuidwesten van IJsland, op 19 september 1943, door toedoen van Canadese dieptebommen van een B-24 Liberator-bommenwerper (RCAF Squadron 10/A), op positie 58° 34′ 0″ NB, 25° 30′ 0″ WL. Hierbij vielen vijftig doden.